# توي فلاي ألمانيا
توي فلاي ألمانيا هي شركة طيران ألمانية تابعة لمجموعة توي للسفر، يقع مقرها الرئيسي في مطار هانوفر لانغنهاغن.

## تاريخ
تم إنشاء الشركة عام 2007 بعد اندماج شركتين للطيران وهما هاباج-لويد فلوج وهاباج لويد إكسبريس
في شتنبر 2010 تم تغيير رمز النداء إلى TUIJET
في دجنبر 2013، قامت الشركة بتغيير صباغة طائراتها من اللون الأصفر إلى اللون الأزرق

## الأسطول

### الأسطول الحالي

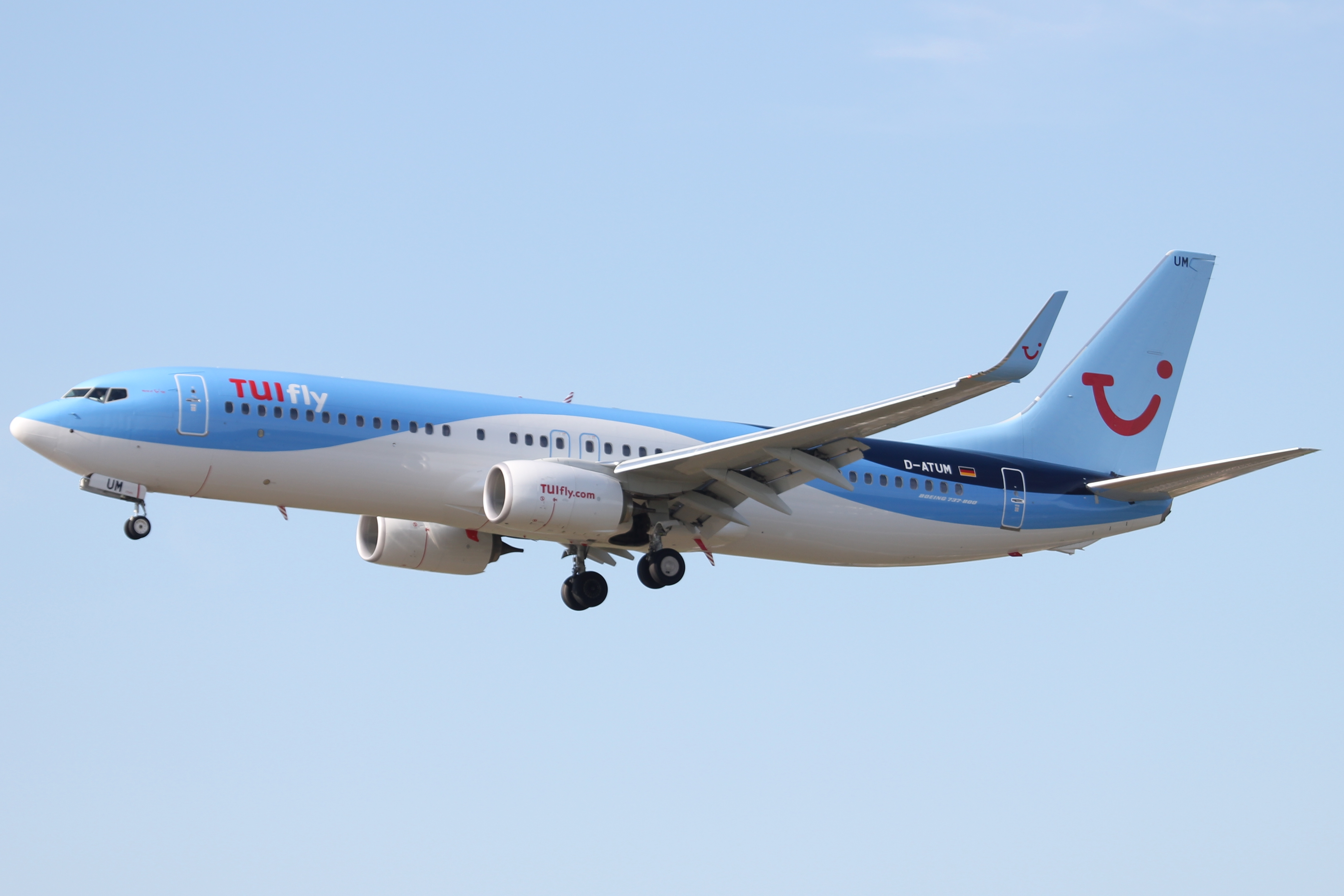
طائرة بوينغ 737 الجيل القادم تابعة للشركة

اعتبارًا من ديسمبر 2022، يتكون أسطول توي فلاي ألمانيا من الطائرات التالية:
| الطائرة        | في الخدمة | مطلوبة | الركاب       | الركاب   | الركاب  | ملاحظات           |
| الطائرة        | في الخدمة | مطلوبة | رجال الأعمال | السياحية | المجموع | ملاحظات           |
| -------------- | --------- | ------ | ------------ | -------- | ------- | ----------------- |
| بوينغ 737-800  | 2         | —      | —            | 180      | 180     | تديرها يورو وينجز |
| بوينغ 737-800  | 17        | —      | —            | 186      | 186     |                   |
| بوينغ 737-800  | 17        | —      | —            | 189      | 189     |                   |
| بوينغ 737 ماكس | 5         | 20     | —            | 189      | 189     |                   |
| المجموع        | 24        | 20     |              |          |         |                   |

### الأسطول التاريخي

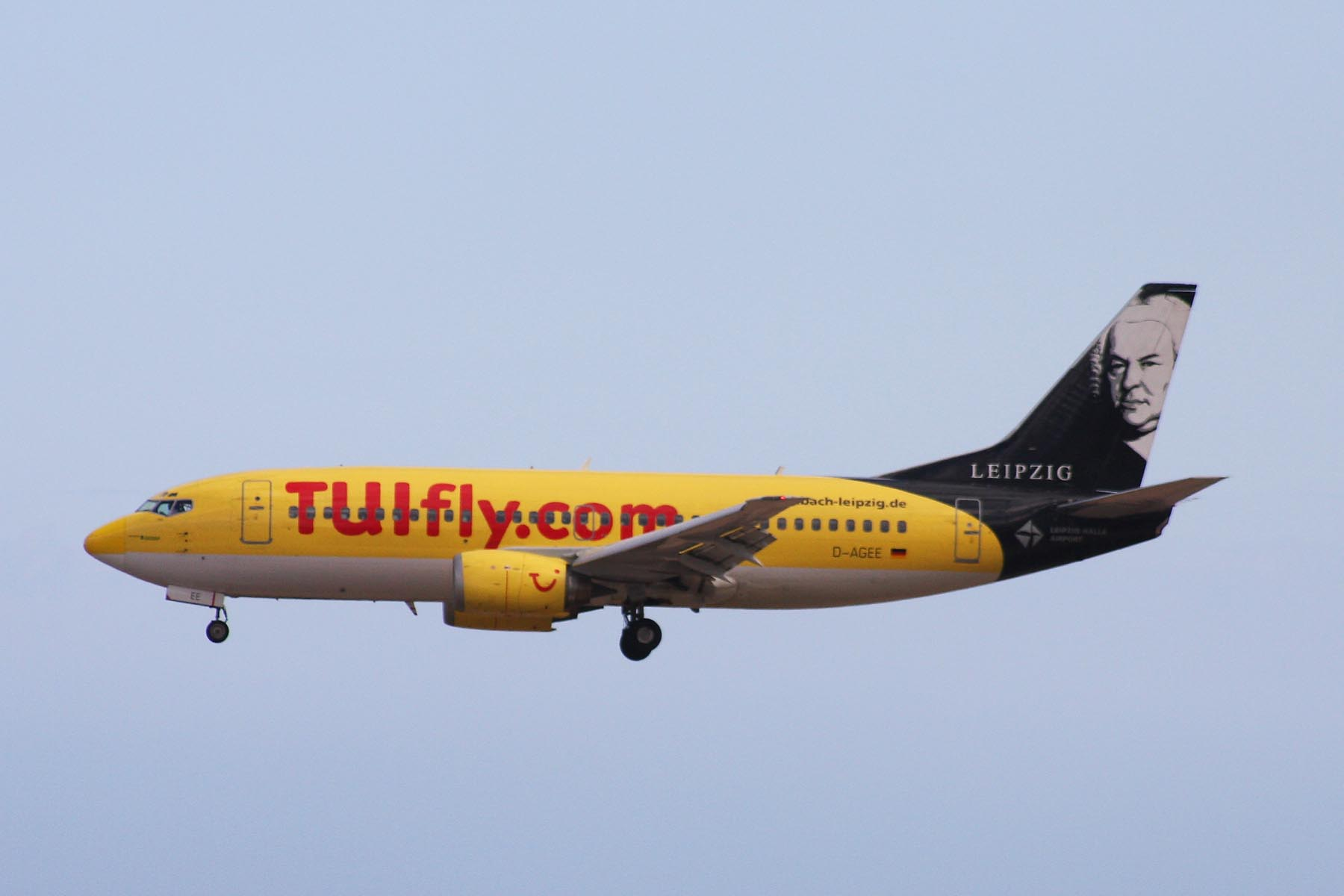
طائرة بوينغ 737 كلاسيك

كانت شركة توي فلاي ألمانيا تشغل سابقًا الطائرات التالية:
| الطائرة                | المجموع | أدخلت | سحبت | ملاحظات                        |
| ---------------------- | ------- | ----- | ---- | ------------------------------ |
| إيرباص إيه 319         | 1       | 2020  | 2020 | مستأجرة من Sundair             |
| إيرباص إيه 321         | 1       | 2019  | 2020 | مستأجرة من Galistair Malta     |
| بوينغ 737-300          | 3       | 2007  | 2010 | مستأجرة من خطوط جرمانيا الجوية |
| بوينغ 737 كلاسيك       | 5       | 2007  | 2008 |                                |
| بوينغ 737 الجيل القادم | 21      | 2007  | 2020 |                                |
| بوينغ 767              | 3       | 2015  | 2017 | نقلت إلى توي للطيران           |